# Czerniewo (województwo pomorskie)
Czerniewo (niem. Schernlau, kasz. Czërniéwò) – wieś w Polsce położona w województwie pomorskim, w powiecie gdańskim, w gminie Trąbki Wielkie. 
Wieś stanowi sołectwo gminy Trąbki Wielkie, w którego skład wchodzą również miejscowości Czerniec i Czerniewko.
W latach 1975–1998 miejscowość administracyjnie należała do województwa gdańskiego.